# Teia keleti gót király
Teia, más írásmóddal Teja, Theia, Thila, Thela, Teias (? – 552. október 30.) az utolsó osztrogót király Itáliában pár hónapig 552-ben.

## Élete
Totila alatt Verona parancsnoka volt és tisztként szolgált az osztrogót seregben, királlyá akkor választották Ticinium-Paviában, amikor Totila a Busta gallorumi csatában (Tagina) vereséget szenvedett a bizánciaktól.
Teia a frankokhoz fordult segítségért, gazdag ajándékokat küldve nekik a paviai palota kincstárából. A megmaradt királyi kincsek őrizetét öccsére, Aligernre bízta, aki a campagniai Cumaeba zárkózott be, amit a bizánci hadvezér, Narses azonnal bekeríttetett. Teia álutakon, gyors menetben a Vezúv lábához vonult, hogy fivérének segítségére lehessen. Az úton olyan kimagasló osztrogót vezérek támogatását nyerte el, mint Scipuar, Gundulf, Gibar és Ragnaris.
Totila a nápolyi öbölbe ömlő kis Draco patak (a mai Sarno) partján ütötte fel táborát. A túlsó parton táborozott a római sereg s hat álló napig néztek egymással farkasszemet. Amikor a gót király látta, hogy sehonnan semmi reménye nem lehet, sőt hajóhada is a rómaiak kezére jutott, egy közeli hegyre vonult, ahol katonái elhatározták, hogy lovaikat szélnek eresztik és fegyverrel kezükben fogadják a halált: 552 októberében Mons Lactariusnál, Nápolytól délre végzetes ütközetre került sor. A csatában maga a király állott élükre, jobbjában lándzsával, baljában nagy pajzsával. Halálmegvetéssel osztotta a csapásokat, és pár óra mulva tizenkét hajító dárda lógott a pajzsán. Anélkül, hogy helyéről megmozdult volna, hátra kiáltott, hogy új pajzsot adjanak neki; de amint a maga pajzsát az újjal ki akarta cserélni, egy szempillantásra védtelenül maradt teste és ez alatt halálos döfés érte. A római katonák levágták fejét és lándzsára tűzték. De a gótokat ennek láttára még elszántabb düh szállotta meg; késő estig megállották helyöket s másnap pitymallatkor újra kezdték a harcot. A második napon is estig folyt az ádáz tusa, de már ekkorra szörnyen megfogyott a számuk és ivóvizük sem volt. A csatában Scipuar és Gibal feltételezhetően szintén elestek. Gundulf és Ragnaris elszöktek a csatából, ez utóbbit azonban halálosan megsebesítették Narses emberei. A gótok pedig elhatározták, hogy Narsessel alkudozni próbálnak. Narses választást adott nekik: vagy alattvalói hűséget esküsznek I. Justinianus bizánci császárnak, vagy vagyonuk egy részével kiköltöznek az országból. A gótok többsége az első ajánlatot fogadta el; de mintegy ezren egyiket sem akarták választani, hanem fölkerekedtek s Pavia sáncai közé megkezdték a visszavonulásukat. Ezután hosszas ostrom után Cumaet is bevette Narses, és falait is szétromboltatta. A gótok beletörődtek sorsukba, és a császár alattvalóivá lettek.
A mons lactariusi vereséggel véget ért az osztrogótok szervezett ellenállása. Az utolsó osztrogót ellenállót (Widhin), aki még 550-ben lázadt fel Bizánc ellen 561 vagy 562-ben fogták el.

## Egyéb
- Teia király pénzérméi

## Fordítás
- Ez a szócikk részben vagy egészben  a   Teya című spanyol Wikipédia-szócikk fordításán alapul.  Az eredeti cikk szerkesztőit annak laptörténete sorolja fel. Ez a jelzés csupán a megfogalmazás eredetét és a szerzői jogokat jelzi, nem szolgál a cikkben szereplő információk forrásmegjelöléseként.